# توم باكستر (لاعب كرة قدم)
توم باكستر (بالإنجليزية: Tom Baxter)‏ (1893 - ) هو لاعب كرة قدم بريطاني (وحمل سابقاً جنسية المملكة المتحدة لبريطانيا العظمى وأيرلندا) في مركز نصف الجناح. لعب مع تشيلسي.